# Polybia flavitincta
Polybia flavitincta är en getingart som beskrevs av Fox 1898.
Polybia flavitincta ingår i släktet Polybia och familjen getingar. Inga underarter finns listade i Catalogue of Life.